# Steinbach (Künzelsau)
Steinbach ist ein Ortsteil der baden-württembergischen Kreisstadt Künzelsau im Hohenlohekreis.
Der Stadtteil Steinbach mit dem Dorf Steinbach und den Weilern Ohrenbach, Büttelbronn und Wolfsölden liegt nordöstlich bis ostnordöstlich des Stadtkerns von Künzelsau auf der Hohenloher Ebene.
Das namengebende Dorf steht auf Höhen zwischen 385 und 405 m ü. NHN und in Luftlinie etwas über dreieinhalb Kilometer nordöstlich der Künzelsauer Stadtmitte in der noch flachen Talmulde des ebenfalls Steinbach genannten Deubach-Zuflusses. Die drei Weiler liegen in der genannten Reihenfolge alle ungefähr ostwärts vom Dorf, das fernste Wolfsölden schon jenseits des tiefen und unwegsamen Speltbachtaleinschnittes in fast dreieinhalb Kilometern Entfernung.
Am 1. Januar 1972 wurde Steinbach in die Kreisstadt Künzelsau eingegliedert.
Ortsvorsteher ist Felix Bittner (Stand: 08/2020).